# Lojas Marisa
A Lojas Marisa é uma rede de moda feminina e lingerie brasileira. Ficou conhecida por seu slogan “De Mulher pra Mulher”.
A rede está presente em todas as regiões do Brasil e conta com mais de 340 lojas em ruas e shoppings. Além de oferecer roupas e acessórios femininos, também possui produtos para os públicos masculinos e infantis.

## História
Em 1948, após décadas aprendendo com seu pai a arte da confecção de acessórios, Bernardo Goldfarb adquiriu a Marisa Bolsas. Dois anos mais tarde, Goldfarb criou a Marisa Malhas. Não demorou muito para que a empresa se expandisse por todo o território nacional.
Em 1982, adquiriram as Lojas Brasileiras e em 1999 com as as dificuldades financeiras as Lojas Brasileiras foram incorporadas pela Marisa.

## Moda e Inovação
Em 1999, a Marisa foi pioneira do setor no e-commerce, com a criação da Marisa Virtual.
Com a transformação para o modelo omni-channel, passou a oferecer o serviço Clique e Retire, no qual possibilita a compra online atrelada à praticidade da entrega presencial na unidade de escolha do cliente.
Referência em lingerie passou a utilizar um novo formato de loja, a Marisa Íntima. São 358 unidades. A Marisa também possui uma marca exclusiva para atender o público Plus Size e oferece coleções nos tamanhos 48 a 54.
A rede criou o Cartão Marisa, um produto private label com a finalidade de oferecer crédito facilitado às suas clientes. Após o sucesso da bandeira, em 2008, foi fechado um acordo comercial com o banco Itaú, no qual possibilitou que o cartão de crédito Itaucard Marisa funcionasse por meio do modelo co-branded, pelo qual a cliente pode utilizar-se de créditos em outros estabelecimentos.
A Marisa foi a primeira varejista a comercializar um produto de previdência privada para pessoas físicas ao lançar o Marisa Previdência. A rede desenvolveu um Plano Vida Gerador de Benefício Livre (VGBL) exclusivo para clientes Cartão Marisa.

## Nova Marisa
Após dois anos de uma intensa e importante reformulação interna, inclusive na estratégia de estilo e produtos, em 2019 a Marisa apresentou ao público mudanças de produto e comunicação que reforçam a ligação da marca com a moda da mulher brasileira. Ela teve como pano de fundo uma nova coleção com foco em mais moda, mais tendência e mais qualidade.
As transformações vieram acompanhadas do novo logotipo, que passou a contar com traços mais finos e leves. Para comunicar a mudança, a marca lançou uma campanha que mostra a Marisa no street style da vida real, nas ruas, que é onde de fato as mulheres brasileiras se inspiram. As redes sociais ganharam ainda mais relevância na estratégia da marca, uma vez que a descoberta das tendências de moda acontece cada vez mais nesse ambiente. Com isso, a Marisa passou a ter um perfil no Pinterest e playlist no Spotify com canções interpretadas por mulheres, além de manter diálogo constante com a brasileira no Facebook e no Instagram.
Em setembro de 2023, a Marisa anuncia parceria estratégica com a Marisa Lojas anuncia parceria estratégica com a Credsystem para expansão de produtos financeiros 